# Cowabunga
Cowabunga är ett slangord från surfingkultur under 1960-talet, som användes som uttryck då surfarna surfade på vågorna.

## Ursprung
Ordet utvecklades ur ordet "kawabonga," använt av karaktären Chief Thunderthud på barnprogrammet Howdy Doody i USA under 1950-talet. "Kawagoopa" var ett uttryck som användes av den fiktiva indianstammen Tinka Tonka, och "kawabonga" var Chief Thunderthuds motsvarande uttryck. Under 1960-talet började surfare, som växt upp och tittat på Howdy Doody, använda ordet som ett surfinguttryck, och de hade ändrat ordet till "Cowabunga."

## 1970-talet, 1980-talet och 1990-talet
Andra TV-barnprogramskaraktärer i USA, som Kakmonstret på Sesame Street, började säga "cowabunga!" under 1970-talet.  Seriefiguren Snobben från serien med samma namn gjorde också användandet av ordet populärt. Ordet nådde sin kulmen i popularitet i slutet av 1980-talet och början av 1990-talet då det användes av mutantsköldpaddan Michelangelo i berättelserna om Teenage Mutant Ninja Turtles. Uttrycket används också av Bart Simpson i The Simpsons.

## I dag
Termen har blivit allt vanligare i vanliga medier i USA. Cowabunga, baby! är även ett av bandet In Benny We Trust:s album.